# Verkadefabriek ('s-Hertogenbosch)
De Verkadefabriek is een cultureel centrum in 's-Hertogenbosch, gevestigd in de voormalige koekjesfabriek van Verkade aan de Boschdijkstraat. Het complex voor theater, film en horeca is in 2004 geopend en heeft twee theaterzalen, vijf filmzalen, een clubzaal, café-restaurant en repetitieruimtes.
Jaarlijks zijn er in de Verkadefabriek zo'n 400 voorstellingen en 6.000 filmvertoningen. In 2019 bezochten ruim 210.000 mensen in de Verkadefabriek een film, theater, cabaret, dans, muziek of kindervoorstelling. In het café-restaurant is plaats voor 120 personen.
De volgende theater- en dansgezelschappen zijn vaste gebruikers van de Verkadefabriek: Minoux, Panama Pictures, Theater Artemis, Matzer Theaterproducties, Lucas de Man en Paleis voor Volksvlijt.

## Geschiedenis
Begin twintigste eeuw was de fabriek de Eerste Bossche Stoom- Koek- Biscuits- Banket- Beschuit- en Suikerwerkenfabriek De Nijverheid C.L.Verhagen -Van Oorschot. In 1929 werd de fabriek verkocht aan Verkade en voortaan werden er Verkade-koekjes gebakken. Dit duurde tot 1993. De productie verhuisde in dat jaar naar Zaandam en de fabriek in 's-Hertogenbosch werd gesloten.
Jarenlang heeft de oude koekjesfabriek leeg gestaan totdat ZT Hollandia er in 2001 de voorstelling 'Varkens/Boeren' speelde. De Verkadefabriek is op dat moment in beeld als mogelijke locatie voor een nieuw kunstencentrum. In 2002 brengt Theater Artemis er de gigantische productie 'Katharina, Katharina in het ganzenbord'. In februari van datzelfde jaar besluit de Bossche gemeenteraad tot de verbouwing van de Verkadefabriek tot een complex voor theater, film en horeca.
In 2002 werd architect Hubert-Jan Henket benaderd om het pand te verbouwen. Hij wist de karakteristieke eigenschappen van de oude fabriek te behouden in zijn ontwerp voor het nieuwe centrum. Onderdelen als de sheddaken werden gehandhaafd: het maakt dat er in de Verkadefabriek vrijwel overal daglicht is. Sommige oude delen van de Verkadefabriek moesten worden gesloopt omdat ze inmiddels te ver vergaan waren, of omdat ze niet geschikt waren voor nieuwe functies.
De gezichtsbepalende bakkerij- en expeditiehallen aan de Boschdijkstraat bleven behouden en werden verlengd. De achttienduizend oude gele vloertegels uit de expeditie (in gebruik als café-restaurant) werden verwijderd, stuk voor stuk schoongebikt en opnieuw geplaatst. In september 2004 was de officiële opening.